# Stachyolobus
Stachyolobus is een geslacht van wantsen uit de familie van de Alydidae (Kromsprietwantsen). Het geslacht werd voor het eerst wetenschappelijk beschreven door Stål in 1871.

## Soorten
Het genus bevat de volgende soorten:

- Stachyolobus cuspidatus Distant, 1908
- Stachyolobus macilentus Stål, 1871